# モンゴル国の在外公館の一覧

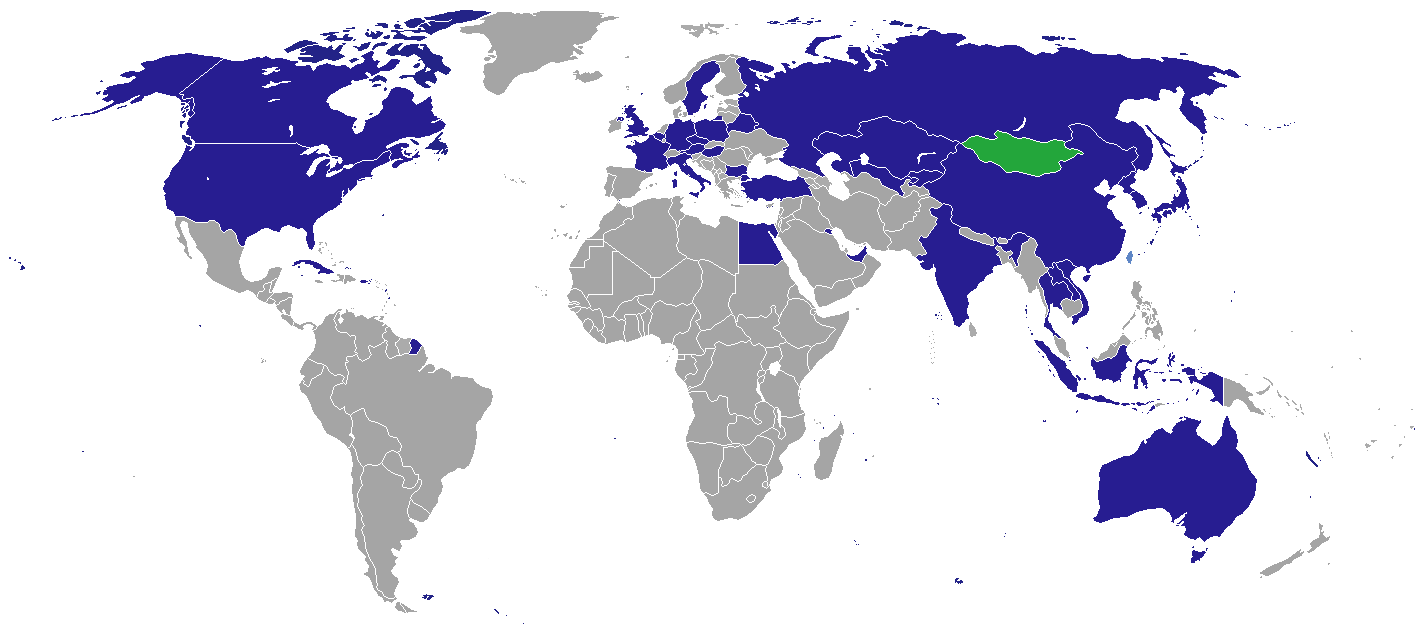
モンゴル国の在外公館が設置されている国

モンゴル国の在外公館の一覧（モンゴルこくのざいがいこうかんのいちらん）では、モンゴル国が派遣している外交使節団（大使館、総領事館等）の一覧を挙げる。

## アフリカ
- エジプト
  - カイロ（大使館）

## アメリカ大陸
- カナダ
  - オタワ（大使館）
- キューバ
  - ハバナ（大使館）
- アメリカ合衆国
  - ワシントンD.C.（大使館）
  - シカゴ（総領事館）
  - サンフランシスコ（総領事館）

## アジア
- 中華人民共和国
  - 北京（大使館）
  - フフホト（総領事館）
  - 香港（総領事館）
  - 上海（総領事館）
  - エレンホト（領事館）
  - 満洲里（領事館）
- インド
  - ニューデリー（大使館）
- インドネシア
  - ジャカルタ（大使館）
- 日本
  - 東京（大使館）
  - 大阪（総領事館）
- カザフスタン
  - アスタナ（大使館）
  - アルマトイ（領事館）
- クウェート
  - クウェート市（大使館）
- キルギス
  - ビシュケク（大使館）
- ラオス
  - ビエンチャン（大使館）
- 朝鮮民主主義人民共和国
  - 平壌（大使館）
- シンガポール
  - シンガポール（大使館）
- 大韓民国
  - ソウル（大使館）
  - 釜山（領事館）
- 台湾
  - 台北（貿易経済代表処）
- タイ
  - バンコク（大使館）
- トルコ
  - アンカラ（大使館）
  - イスタンブール（総領事館）
- アラブ首長国連邦
  - アブダビ（大使館）
- ベトナム
  - ハノイ（大使館）

## ヨーロッパ
- オーストリア
  - ウィーン（大使館）
- ベラルーシ
  - ミンスク（大使館）
- ベルギー
  - ブリュッセル（大使館）
- ブルガリア
  - ソフィア（大使館）
- チェコ
  - プラハ（大使館）
- フランス
  - パリ（大使館）
- ドイツ
  - ベルリン（大使館）
- ハンガリー
  - ブダペスト（大使館）
- イタリア
  - ローマ（大使館）
- ポーランド
  - ワルシャワ（大使館）
- ロシア
  - モスクワ（大使館）
  - イルクーツク（総領事館）
  - クズル（総領事館）
  - ウラン・ウデ（総領事館）
- スウェーデン
  - ストックホルム（大使館）
- スイス
  - ジュネーヴ（大使館）
- ウクライナ
  - キーウ（領事館）
- イギリス
  - ロンドン（大使館）

## オセアニア
- オーストラリア
  - キャンベラ（大使館）

## 国際機関代表部
- ブリュッセル（欧州連合モンゴル政府代表部）
- ジュネーヴ（ジュネーヴ国際機関モンゴル政府代表部）
- ニューヨーク（国際連合モンゴル政府代表部）

## ギャラリー

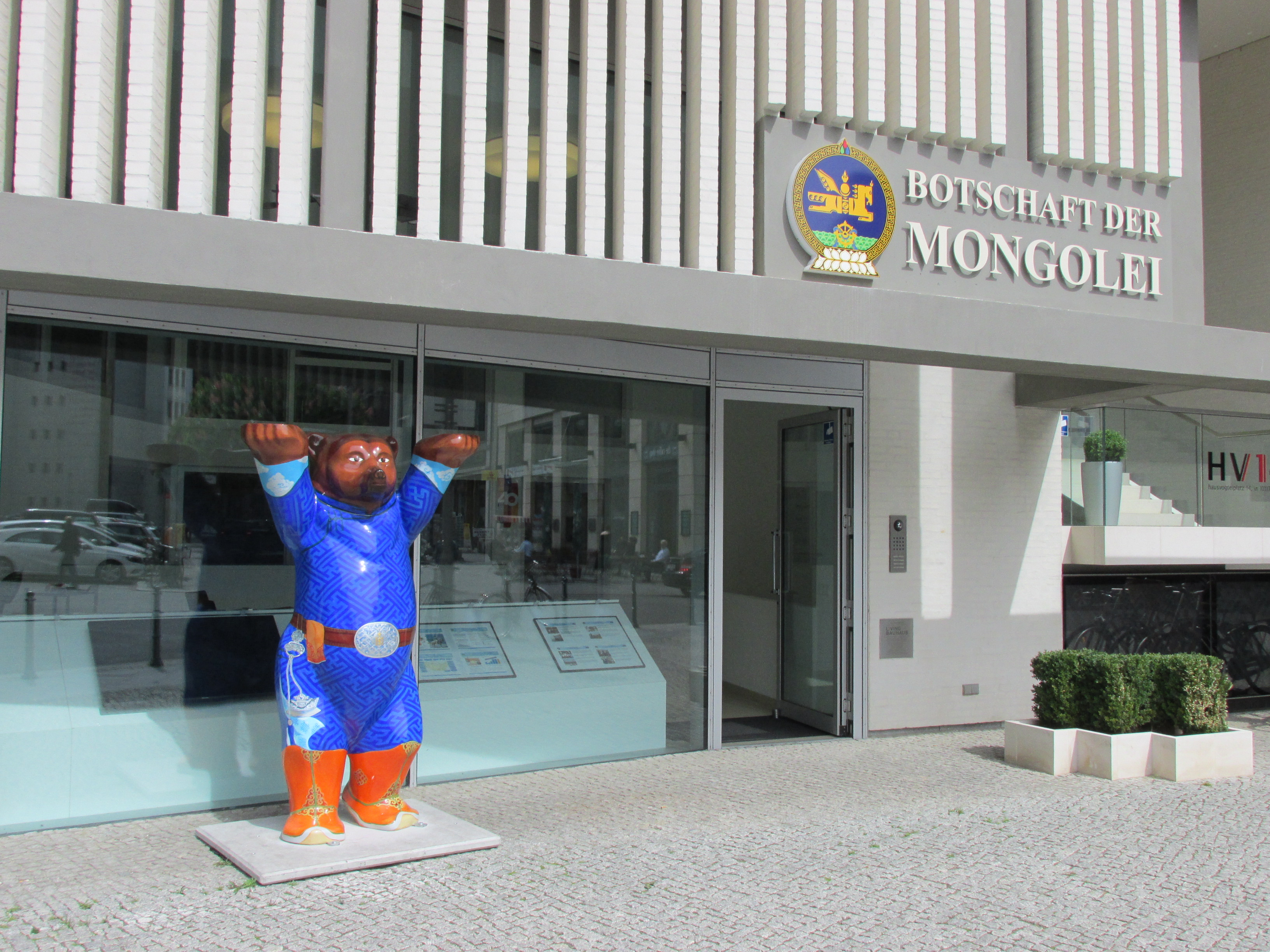
在ドイツ大使館（ベルリン）
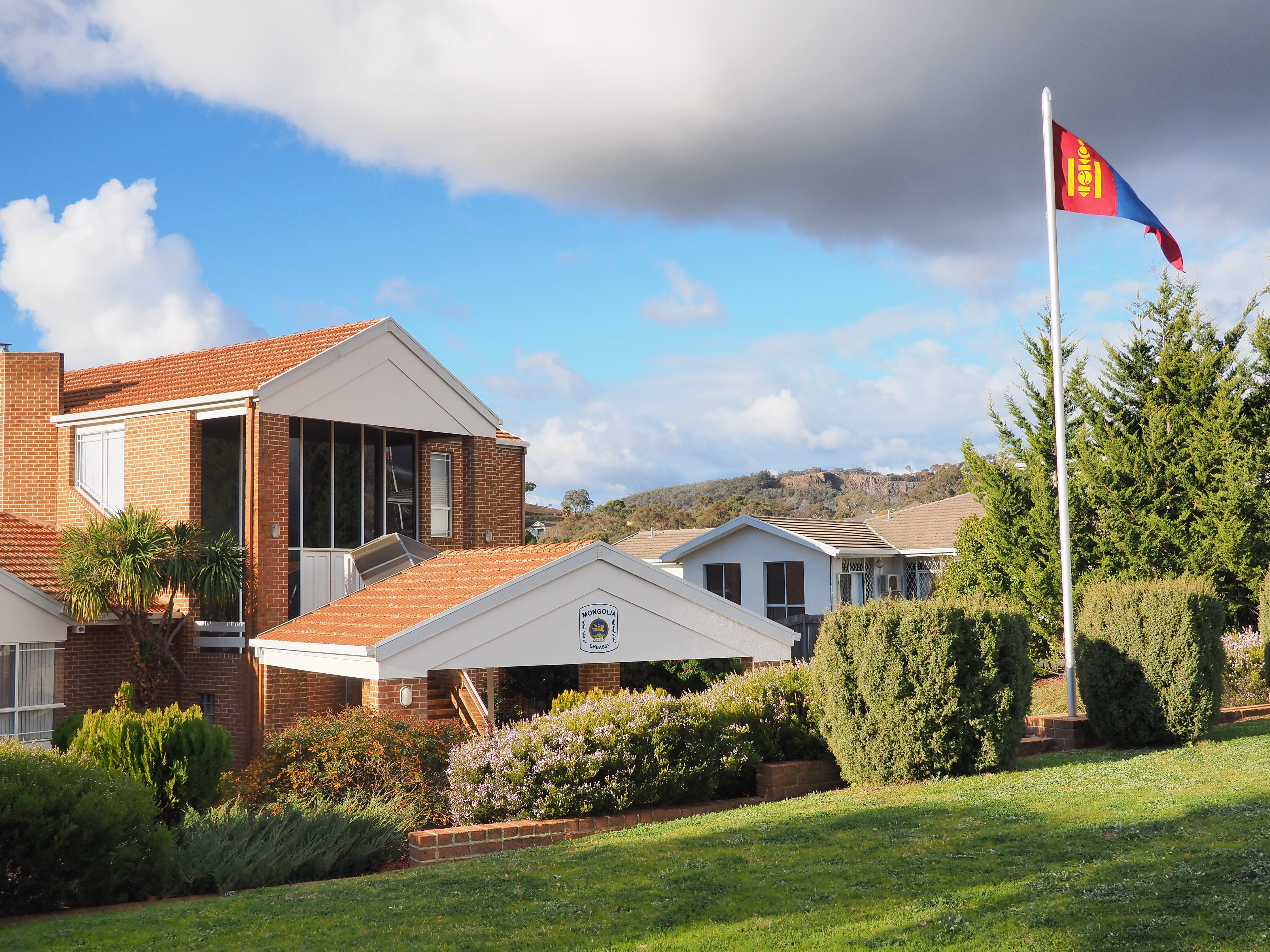
在オーストラリア大使館（キャンベラ）
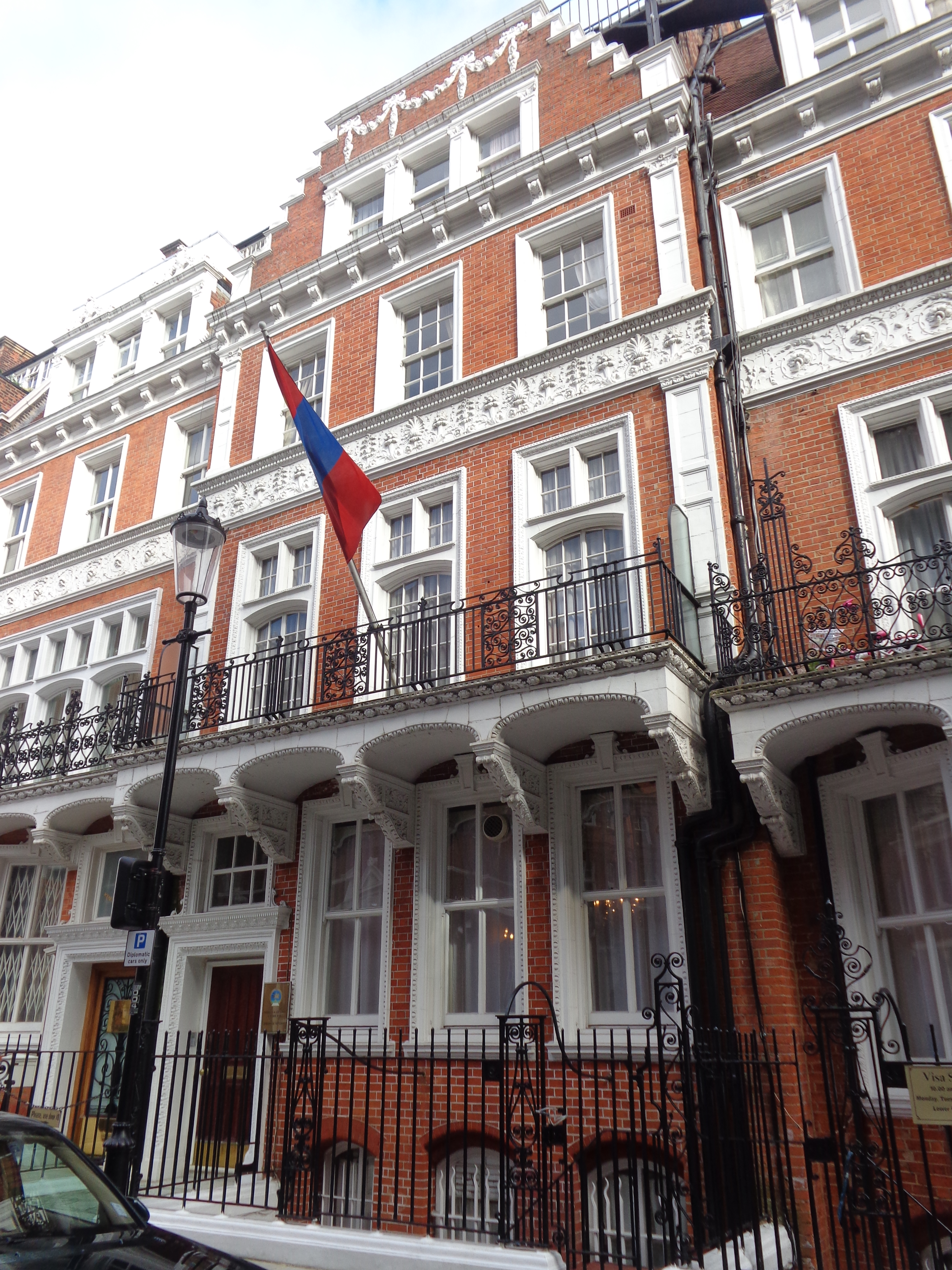
在イギリス大使館（ロンドン）
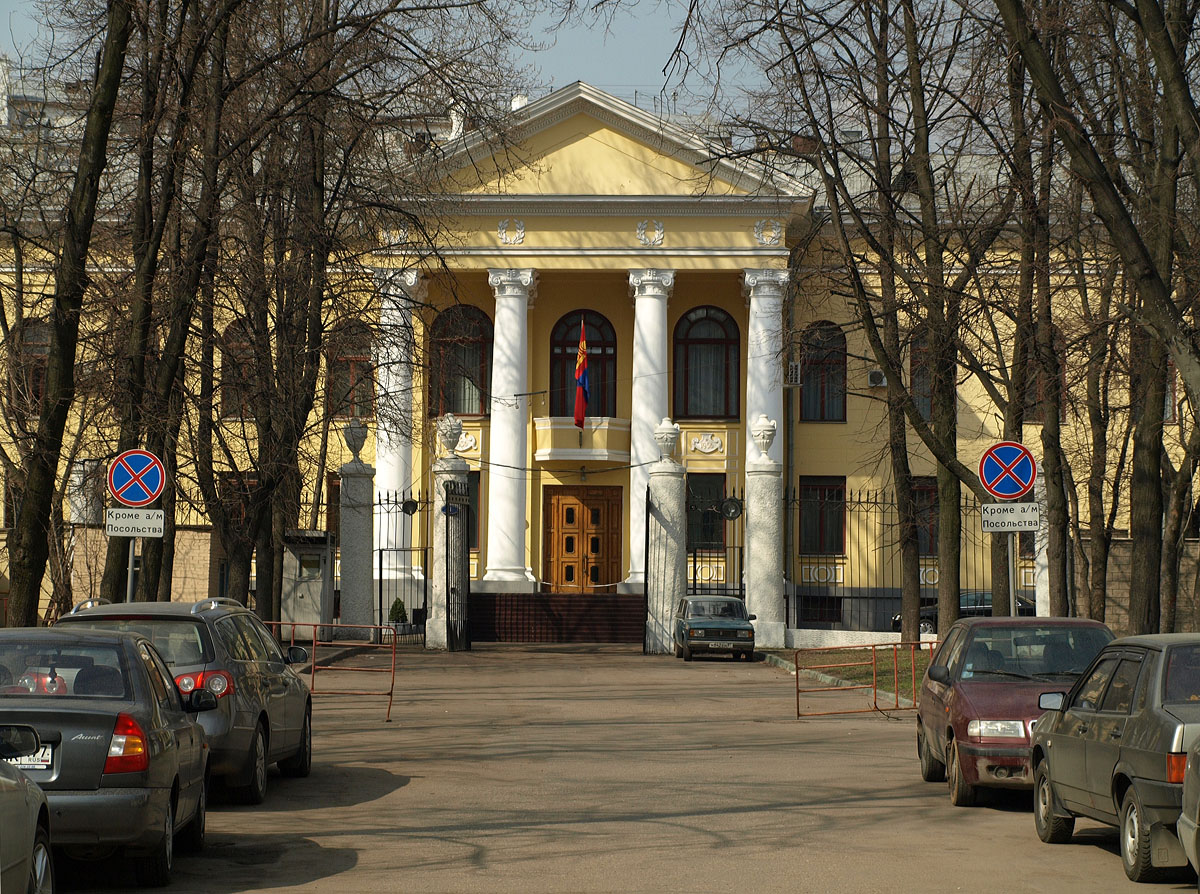
在ロシア大使館（モスクワ）
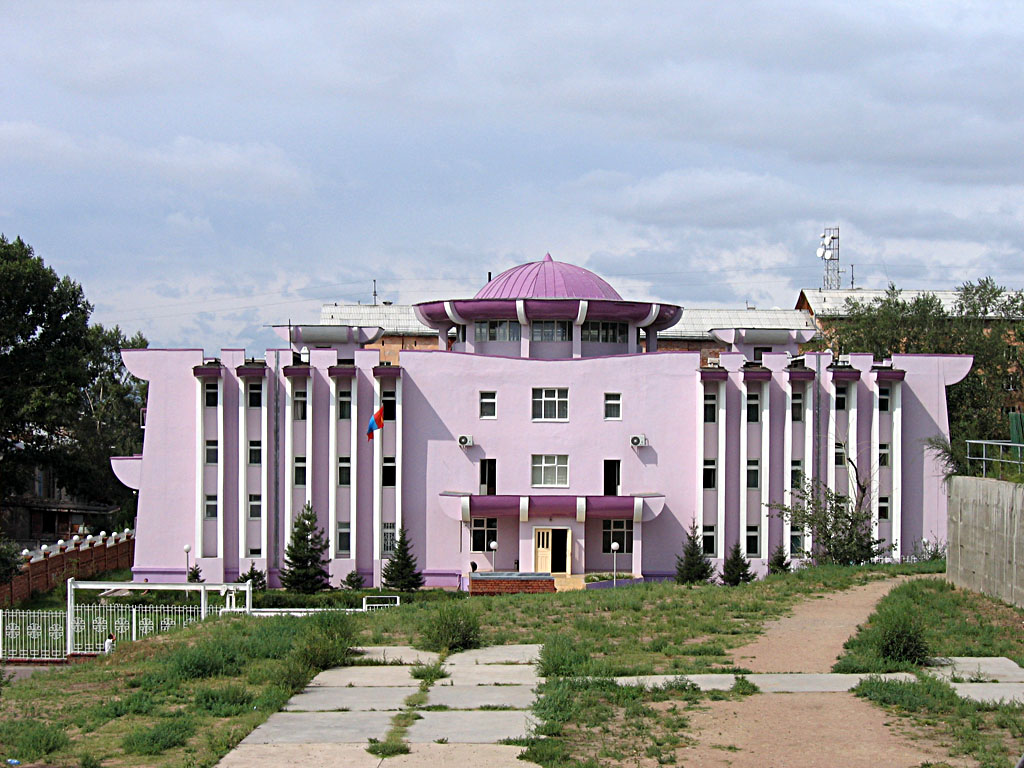
在ウラン・ウデ総領事館
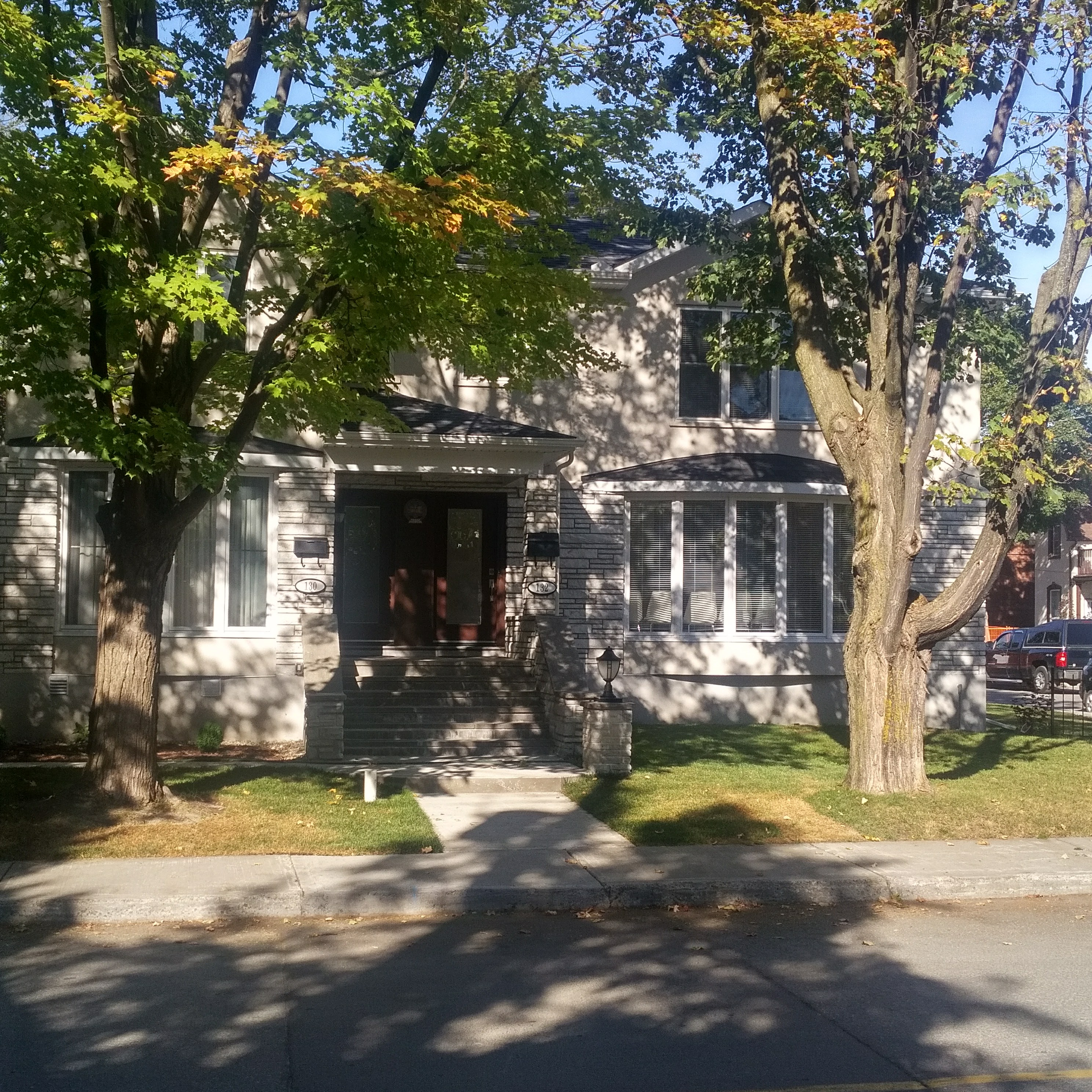
在カナダ大使館（オタワ）
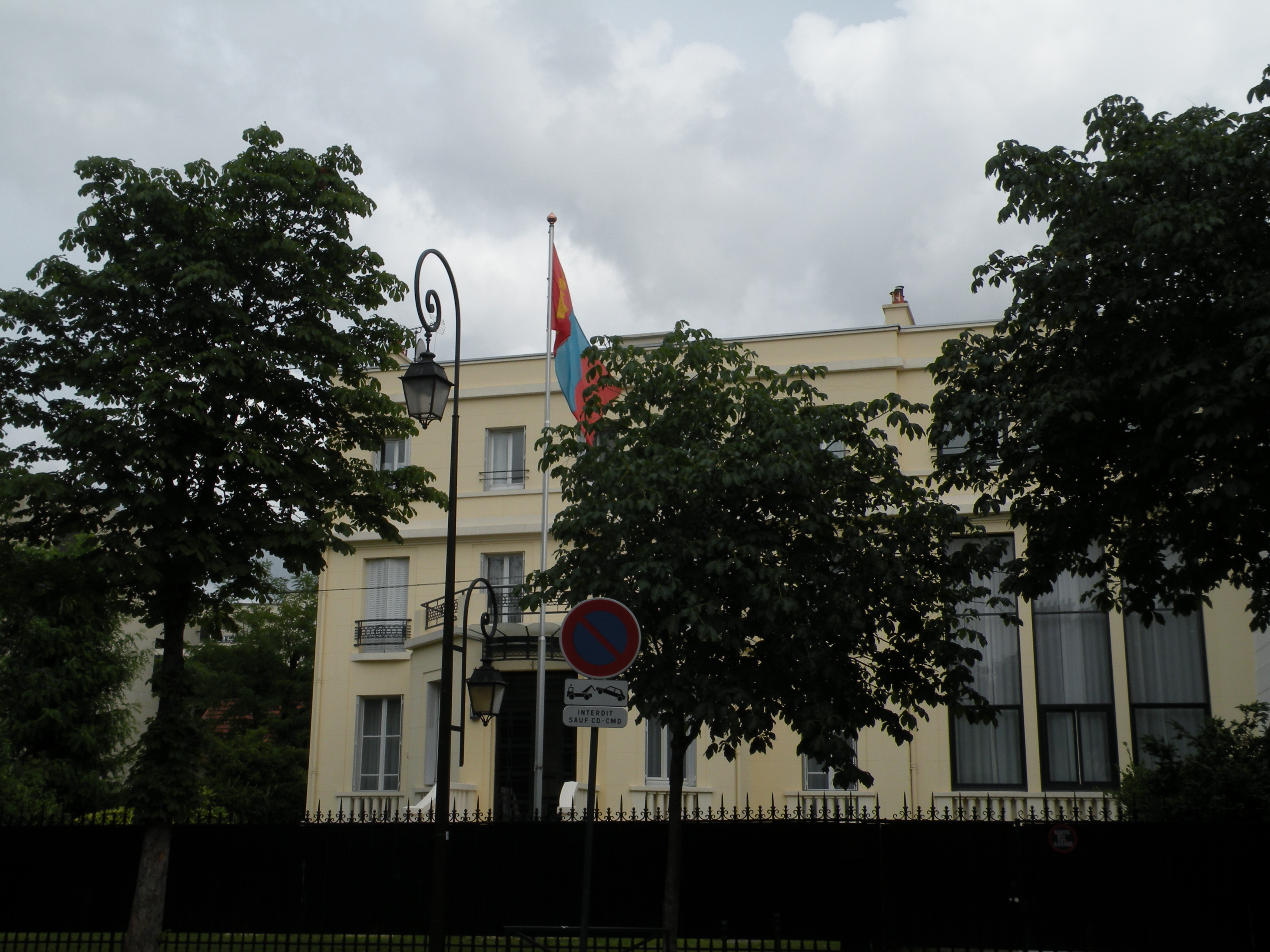
在フランス大使館（パリ）
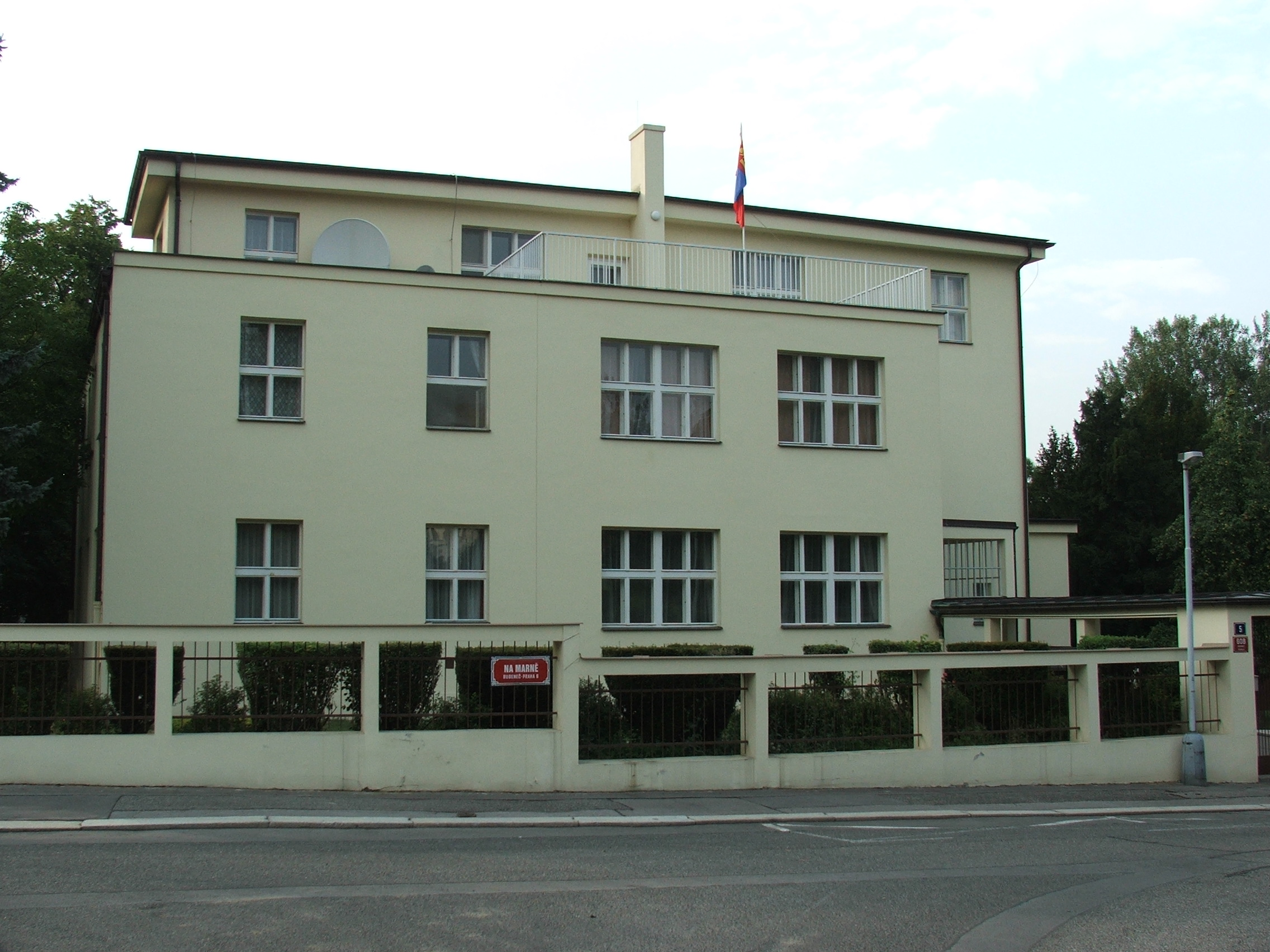
在チェコ大使館（プラハ）
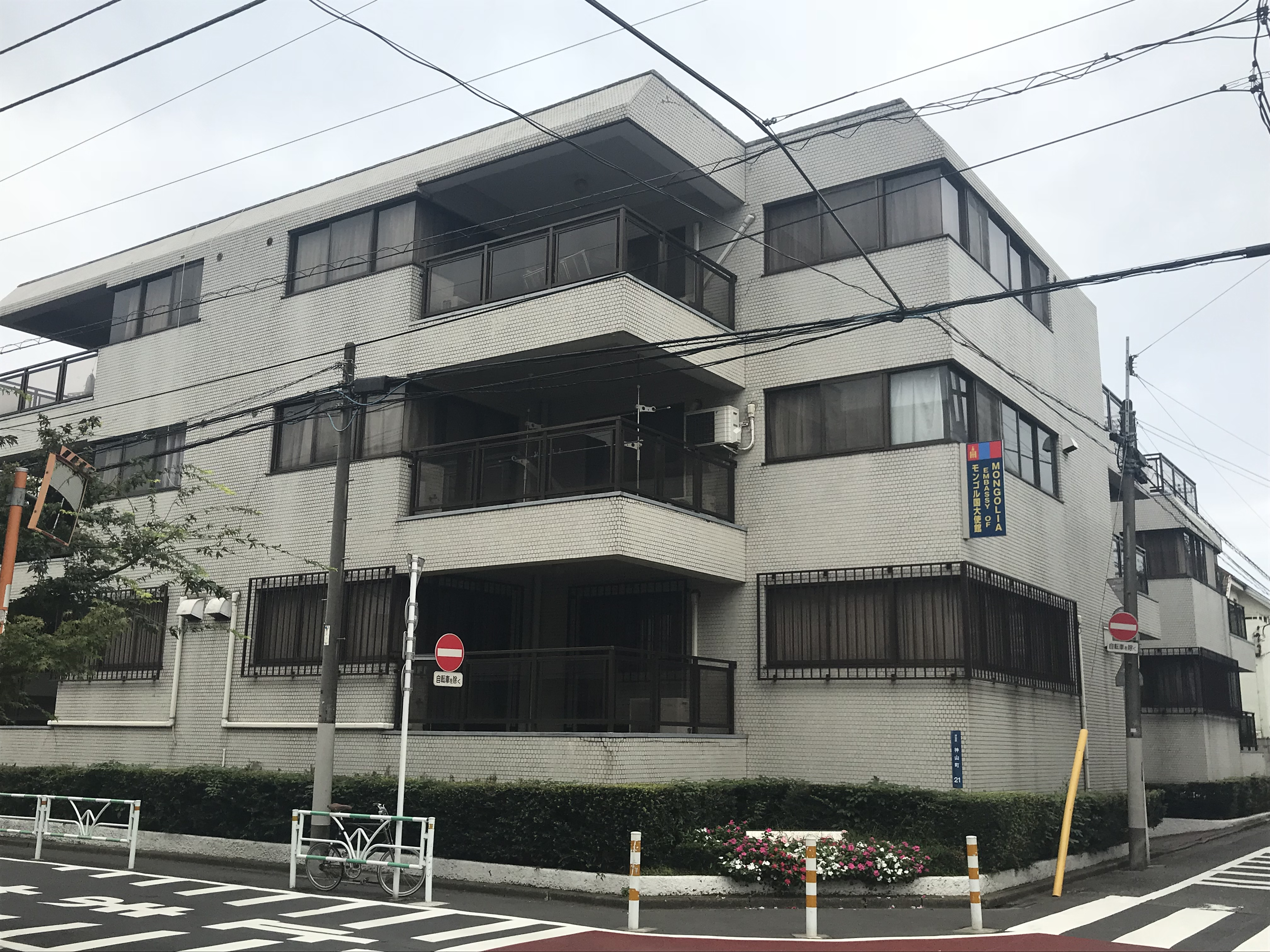
駐日大使館（東京）
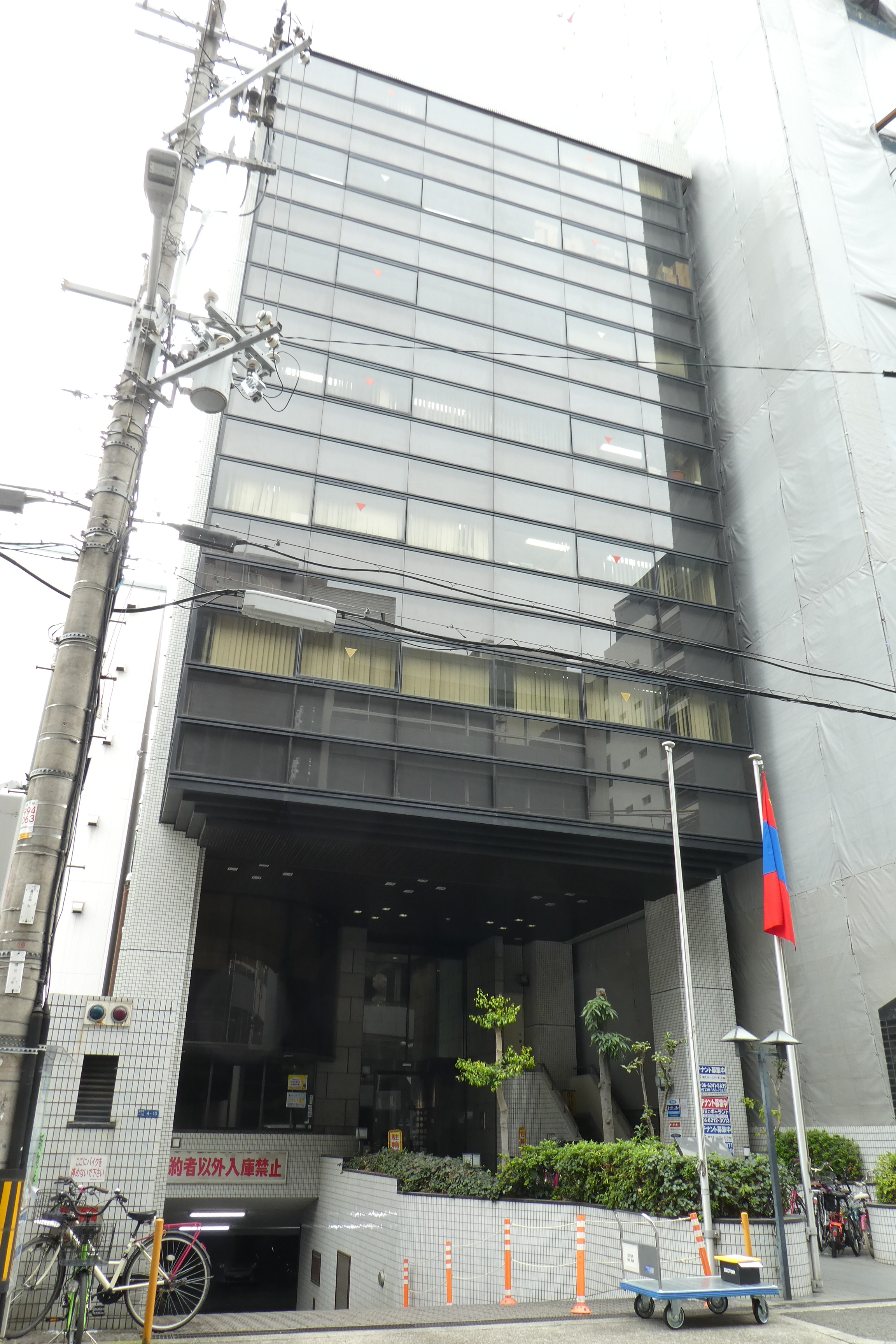
在大阪総領事館
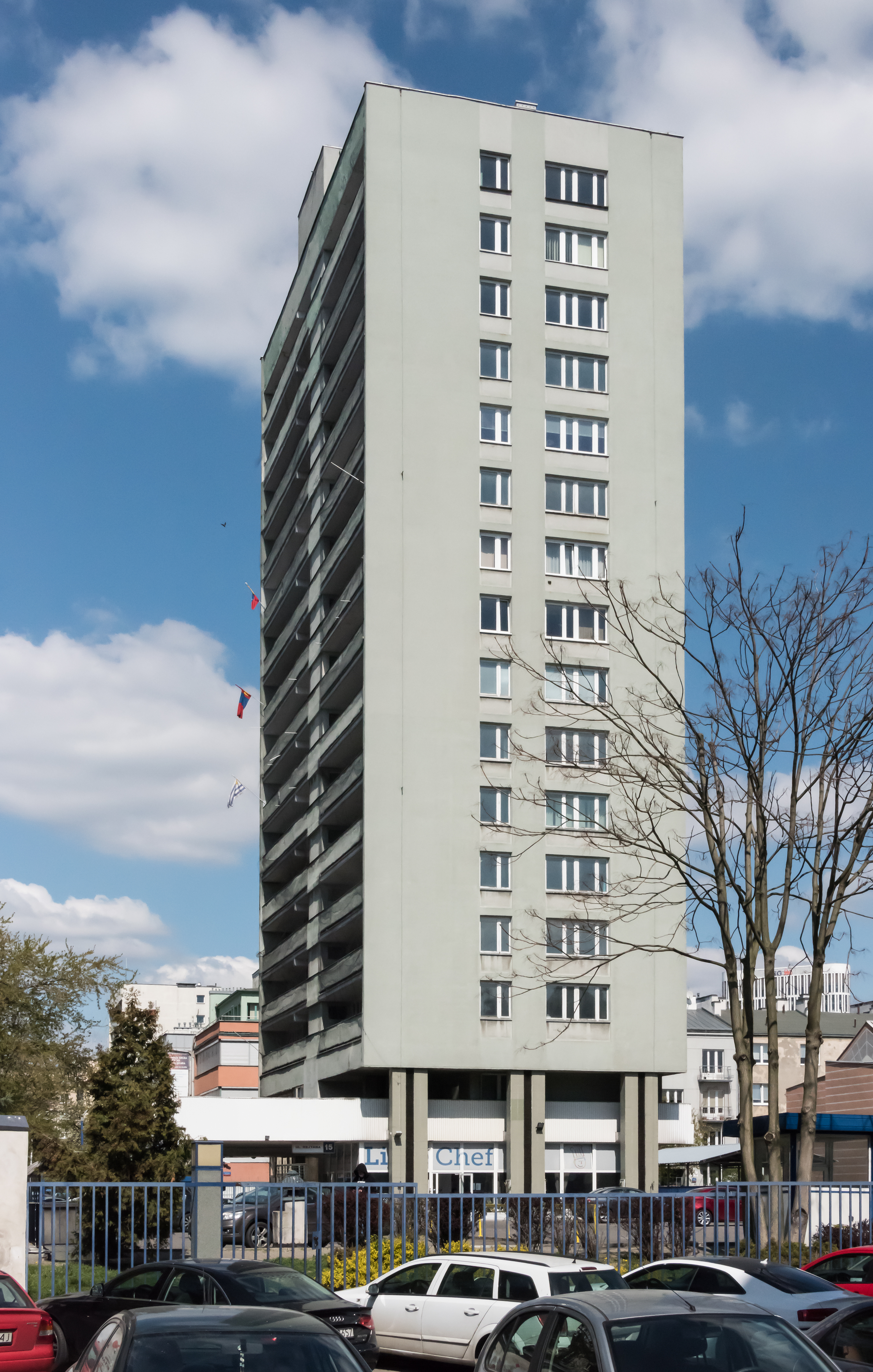
在ポーランド大使館（ワルシャワ）
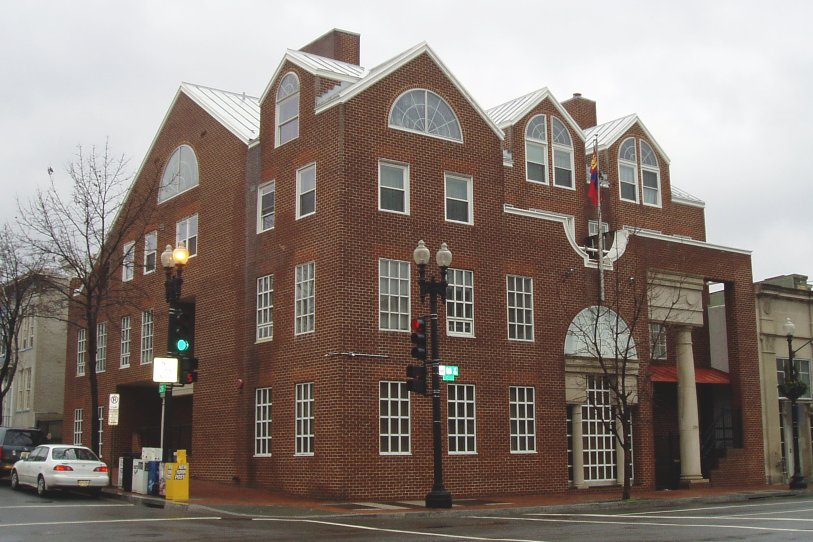
在アメリカ合衆国大使館（ワシントンD.C.）
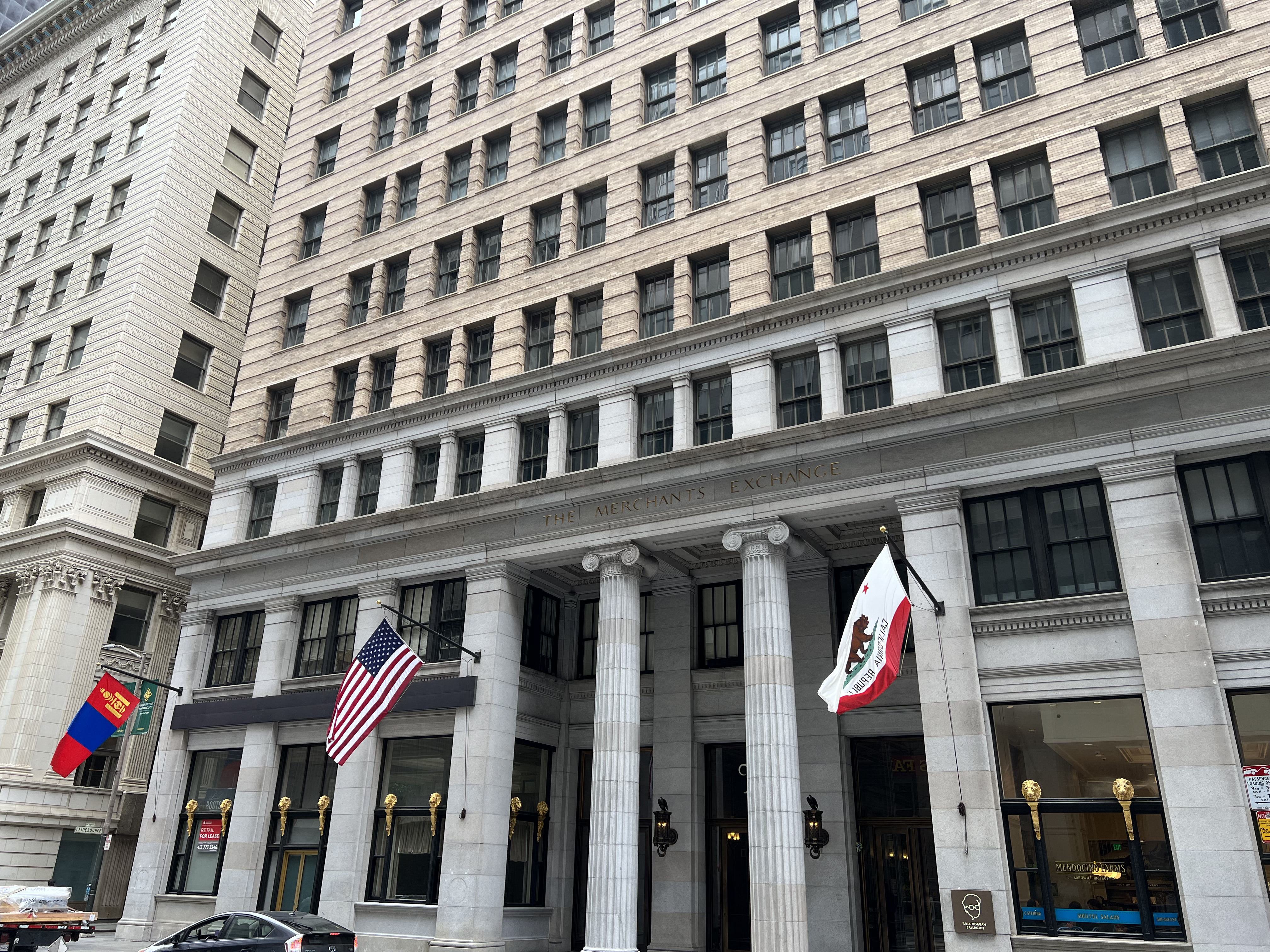
在サンフランシスコ総領事館